# 艾波湖 (明尼苏达州格兰特县)
艾波湖（英語：Elbow Lake）是一個位於美國明尼蘇達州格蘭特縣的都市。根據2010年美國人口普查，該地共人口1176人，而該地的面積約為4.46平方千米。同時該地也是格蘭特縣的縣治。

## 地理
艾波湖的座標為45°59′39″N 95°58′36″W / 45.99417°N 95.97667°W，而該地的平均海拔高度為372米（即1220英尺）。